# Bezirk Panevėžys
Der Bezirk Panevėžys (deutsch Bezirk Ponewiesch) ist einer der zehn Verwaltungsbezirke, die seit 1994  die oberste Stufe der Verwaltungseinteilung Litauens bilden. Bis zum 30. Juni 2010 gab es eine Bezirksverwaltung.
Er umfasste einen Teil der zur historischen Landschaft Oberlitauen.

## Verwaltungsgliederung
Der Bezirk Panevėžys ist in sechs Selbstverwaltungsgemeinden unterteilt, die Stadtgemeinde Panevėžys und fünf Rajongemeinden.

### Stadtgemeinde
- Stadtgemeinde Panevėžys (115.314)

### Rajongemeinden
- Rajongemeinde Biržai (33.900)
- Rajongemeinde Kupiškis (23.691)
- Rajongemeinde Panevėžys (43.293)
- Rajongemeinde Pasvalys (33.382)
- Rajongemeinde Rokiškis (40.032)

(Einwohner am 1. Januar 2006)